# Planejadora

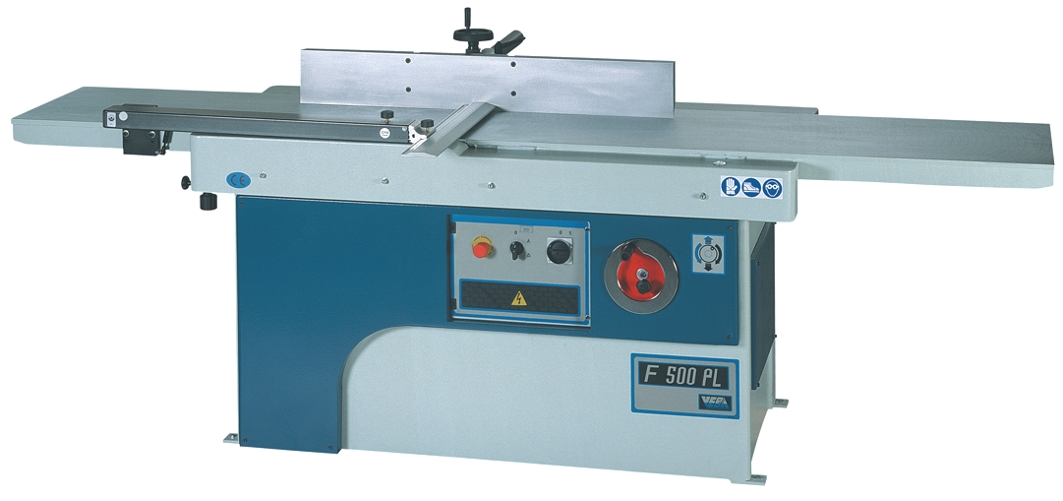
Màquina d'obrar o planejadora.

Una planejadora, màquina d'obrar o màquina de planejar és una màquina eina usada en fusteria que permet deixar plana una o més superfícies d'una peça de fusta.

## Disseny

Funcionament d'una planejadora.

Una planejadora consta de dues taules separades per una ranura ajustable on va situat un capçal de tall giratori accionat per un motor elèctric. També hi ha una superfície de guia vertical ajustable, perpendicular a la superfície de les taules. Normalment es regula en posició perpendicular a l'eix del capçal de tall.
Les dues taules són: una taula d'entrada i una taula de sortida. Ambdues es poden ajustar de forma independent. La posició normal de la taula de sortida és de manera que el pla superior de la taula sigui tangent al cercle de gir de les ganivetes. La taula d'entrada es pot abaixar o apujar per treure més o menys fusta.
El capçal de tall generalment és de tres fulles. El seu eix de rotació és paral·lel a les taules d'entrada i sortida. El sentit de gir és (vist des del costat de treball) el mateix de les agulles del rellotge. L'acció de tall és contrària al moviment d'avanç de la peça.

## Funcionament
Amb la màquina en marxa, l'operari (situat a l'esquerra de la màquina) col·loca la peça de fusta a obrar sobre la taula d'entrada. Si la peça de fusta pesa prou només cal acompanyar-la cap al capçal de tall i cap a la taula de sortida. Si la peça de fusta és lleugera cal assegurar un bon contacte amb la taula d'entrada, el capçal i la taula de sortida, exercint una certa força cap a avall (a més de la força horitzontal de desplaçament).

## Seguretat i higiene
Les planejadores modernes disposen d'una pantalla de seguretat que amaga les ganivetes. Una molla posiciona la pantalla en la posició de repòs (amb la màquina parada o en marxa). En empènyer la peça contra el capçal la pantalla se separa. (La seguretat no és completa. Per exemple: si la peça de fusta fa 60 mm d'ample i el capçal 150 mm, hi ha una part de les ganivetes que queden desprotegides quan la pantalla se separa).
En manipular peces de fusta curtes o poc gruixudes és imprescindible l'ús d'estris auxiliars per a pressionar i empènyer la peça que hem d'obrar. Cal separar les mans i protegir-les de les ganivetes de tall.
Com altres màquines de fusteria les planejadores produeixen encenalls, partícules i pols. Modernament estan connectades a un sistema d'aspiració. Les partícules de moltes fustes tropicals i les dels arbres del tipus freixe i faig són molt perjudicials.